# Bankovní socialismus
Bankovní socialismus je obvykle označení stavu bankovního sektoru v České republice v devadesátých letech do dokončení privatizace komerčních bank vládou Miloše Zemana. V bankovním socialismu jsou banky řízeny a vlastněny státem, tyto banky vykonávají veškerou činnost typickou pro banky v kapitalismu a působí na trhu, v němž je již většina soutěžitelů privátních. Podle Zemana a dalších kritiků tento stav byl vysoce nežádoucí a vedl k růstu hospodářské kriminality.

## Nebezpečí trestné činnosti
V případě neexistence účinných kontrolních mechanismů banky mohou dlouhodobě provádět - z hlediska obecného zájmu - nevýhodné obchody. Těmto operacím může nasvědčovat nebo vysoké bankovní úředníky a management k nim motivovat:
- různé tlaky, lobbying a střet zájmů,
- nezkušenost s kapitalistickými vztahy,
- vědomí, že v konečném důsledku za závazky bank ručí stát (viz morální hazard),
- vědomí, že z politických důvodů mohou být následky špatného hospodaření bank vydávány za záměrné "investice" do restrukturalizace ekonomiky.

Prostředky hospodářské trestné činnosti jsou pak například:
- ovlivňování rozhodování o úvěrování (vedoucí k vzniku nevymahatelných pohledávek),
- špatné poskytování bankovních záruk a další neekonomické vystupování na trhu,
- faktické ovládnutí některých podniků bankami (nákupem akcií, privatizačními fondy atd.) a následné zneužití této pozice.

## Bankovní socialismus v České republice
Po Sametové revoluci bylo rozhodnuto o privatizaci ekonomiky a v důsledku změn na trhu (rozpad spolupráce v rámci RVHP, otevření se západním trhům... ) byla rovněž nutná i restrukturalizace. Vlády Václava Klause provedly velmi rychle kuponovou privatizaci, privatizaci bank však dokončila s několikaletým odstupem až Zemanova vláda. Problémy bank stát řešil prostřednictvím České konsolidační agentury, tato organizace hospodařila s celkovou ztrátou 236 miliard CZK.